# 3223 Форсіус
3223 Форсіус (3223 Forsius) — астероїд головного поясу, відкритий 7 вересня 1942 року.
Тіссеранів параметр щодо Юпітера — 3,376.